# Mingus (Joni-Mitchell-Album)

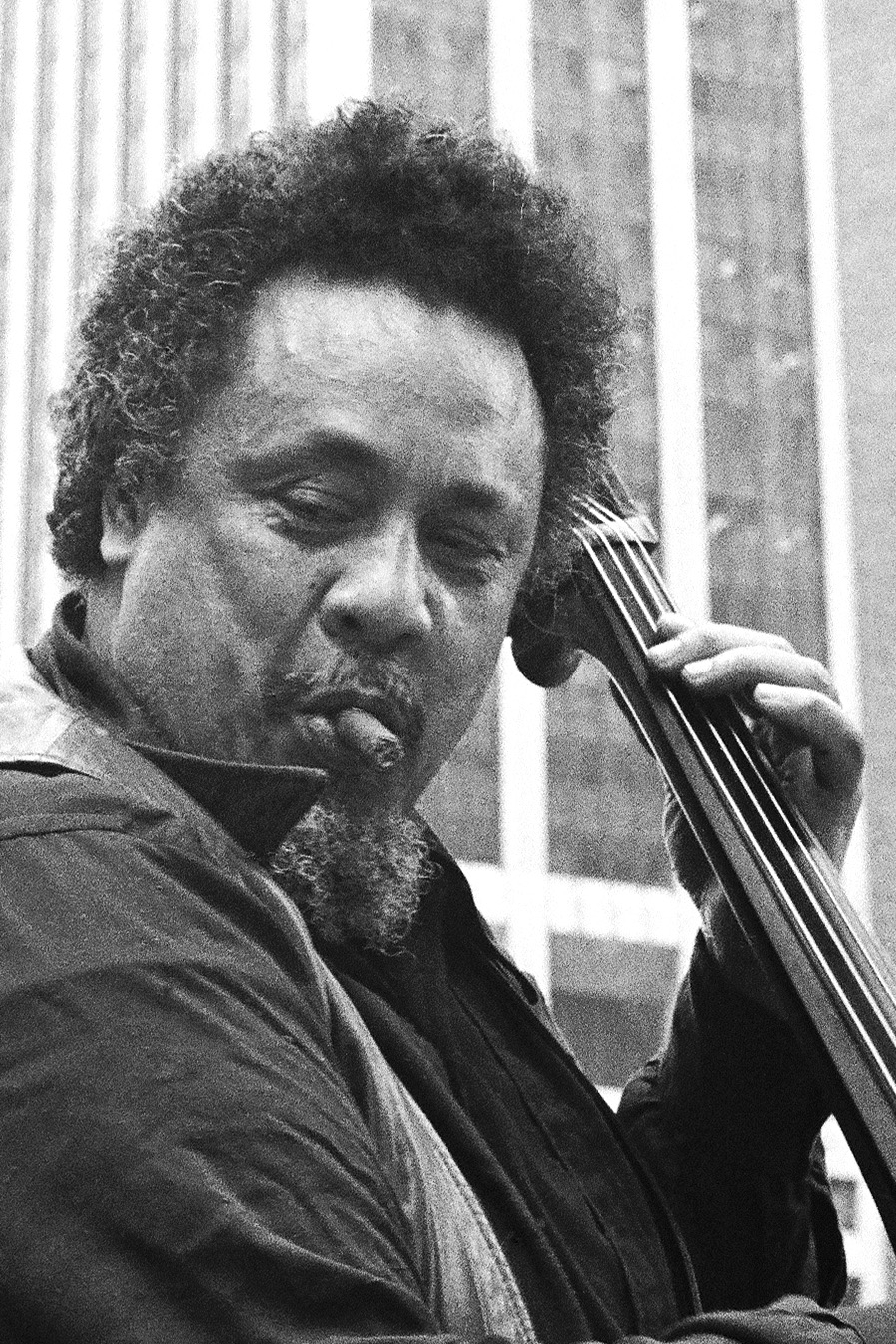
Charles Mingus 1976 in Manhattan (New York)

Mingus ist das zehnte Studioalbum von Joni Mitchell und entstand in Zusammenarbeit mit dem Jazzmusiker Charles Mingus. Es wurde in den Monaten vor seinem Tod am 5. Januar 1979 aufgenommen und war somit Mingus’ letztes musikalisches Projekt.

## Entstehungsgeschichte des Albums
Kurz vor seinem Tod 1979 schuf der unheilbar an ALS erkrankte Mingus – unfähig, ein Instrument zu spielen, aber mit einem Tonbandgerät ausgestattet – eine Reihe neuer Kompositionen. Darunter war Alive and Well in Dukeland, das im September 1978 von Mercer Ellington aufgeführt wurde. Weitere Stücke wie Pilobolus schrieb er für eine New Yorker Tanzkompagnie dieses Namens, außerdem Four Quartets, basierend auf T. S. Eliots gleichnamigem Werk.
Joni Mitchell war von dem italienischen Filmproduzenten Daniele Senatore auf Mingus’ Kompositionen aufmerksam gemacht worden. Mingus wiederum hatte sie zuerst kontaktiert, um sie zu fragen, ob sie Liedtexte für sechs seiner neuen Kompositionen schreiben wolle. Im April 1978 besuchte sie Mingus in seiner New Yorker Wohnung am Manhattan Plaza, um das Material zu besprechen. Von diesem Treffen stammt der Titel A Chair in the Sky.
Ursprünglich sah das Projekt vor, dass Mitchell den Text für Mingus’ Instrumentierung bearbeiten sollte. Dieser plante ein volles Orchester einzusetzen, außerdem Gitarre und Bass, um Mitchells Gesang und die Wiedergabe der ausgewählten Textabschnitte zu begleiten. Nach einigen Wochen der Abwägung meinte Mitchell, „sie könne genauso gut die Bibel komprimieren.“ Mingus schuf dann für Joni Mitchell sechs Melodien, genannt Joni I bis Joni VI.
Insgesamt komponierte Mingus vier neue Songs für Mitchell. Das Thema von Sweet Sucker Dance stellt eine Erweiterung der Eröffnungsphrase von Sue’s Changes dar (vom Album Changes One/Two, 1975). Ein eingeblendeter, heulender Wolf setzt atmosphärische Akzente in The Wolf That Lives in Lindsey, inspiriert durch die ersten Kapitel von Mingus’ Autobiographie Beneath the Underdog. Mitchell präsentierte Mingus bei ihren weiteren Besuchen die Aufnahmen dieser Songs. Nur God Must Be a Boogie Man hörte er nicht mehr. Drei der neuen Songs fanden sich sowohl auf dem Mingus-Album sowie auf dem ersten Album der Mingus Dynasty, zu dem Sy Johnson das Arrangement schrieb.
Zu diesen neuen Songs kam Mingus’ Tribut an den Saxophonisten Lester Young, der Titel Goodbye Pork Pie Hat, den er erstmals 1959 auf seinem klassischen Album Mingus Ah Um eingespielt hatte. Mitchell schrieb einen neuen Text dazu.
Wie schon bei der vorangegangenen Produktion Don Juan's Reckless Daughter hatte Mitchell Musiker der Fusionband Weather Report angeheuert, Jaco Pastorius, Wayne Shorter, Peter Erskine und Don Alias, sowie den Pianisten Herbie Hancock und den Perkussionisten Emil Richards. Erste Probeaufnahmen hatte Mitchell während ihres New Yorker Aufenthalts bei Mingus in Sessions mit Stanley Clarke und Eddie Gomez (Bass), Jan Hammer (Minimoog), John McLaughlin (Gitarre), Gerry Mulligan (Basssaxophon), Phil Woods (Altsaxophon) und Tony Williams eingespielt; angeblich wurde ein Teil dieser Aufnahmen Ende der 1990er Jahre bekannt.
Hinzu kamen weitere kurze, Rap genannte Tonbandmitschnitte, die Sue Graham Mingus beisteuerte, zu denen auch ein Scatgesang von Joni Mitchell und Mingus gehörten, eine kurze Darbietung des Stuff-Smith-Swingstandards I’se Muggin’ sowie Charles und Sue Mingus, wie sie auf seiner Geburtstagsparty mit einem schwedischen Gast über sein Alter diskutierten. In der kurzen Sequenz Funeral diskutierten Mingus und andere darüber, wie lange er noch zu leben habe und wie seine Beisetzung aussehen werden; er verwies auf die Vedanta Society und behauptete: „I’m going to cut Duke [Ellington]!“ God Must Be a Boogie Man war der einzige Song, den Mingus nicht mehr hören konnte; er wurde zwei Tage nach seinem Tode aufgenommen; Mitchell postulierte in den Liner Notes, dass Mingus ihn lustig gefunden hätte. Das Artwork der LP bestand aus mehreren Porträts, die Joni Mitchell von Mingus gemalt hatte.

## Rezeption des Albums
Mingus erreichte #17 der Billboard Pop Albums-Chart. Zunächst sorgte das Album für Kontroversen: „Wenn das Album eine Zeitlang höchst kontrovers diskutiert wurde – Jazz-Puristen meinten, ein Sakrileg auszumachen, Pop-Puristen hingegen bejammerten einen vermeintlichen Mangel an originärer Vitalität –, so war es doch zugleich auch eine Art Seismograph der Tiefen- wie der Breiten-Wirkung des Mannes, der wesentlich dazu beigetragen hatte, den Jazz aus der Tradition heraus über die Schwelle zum Neuen Jazz zu heben.“
Der AllMusic bewertete das Album mit vier (von fünf) Sternen. Lindsay Planer schrieb: „Wohl kaum hätte Mitchell eine bessere Besetzung finden können als dieses Sextett, das sie ultimativ in ihr Werk einband. Eingesprenkelt zwischen diese beseelt jazzigen Stücke fügte sie die fünf Raps, akustische Schnappschüsse aus ihrer Zusammenarbeit. Leider starb Mingus, bevor er diesen zeitlosen Lobgesang auf seinen bemerkenswerten Beitrag zu Bop und Free Jazz hören konnte.“

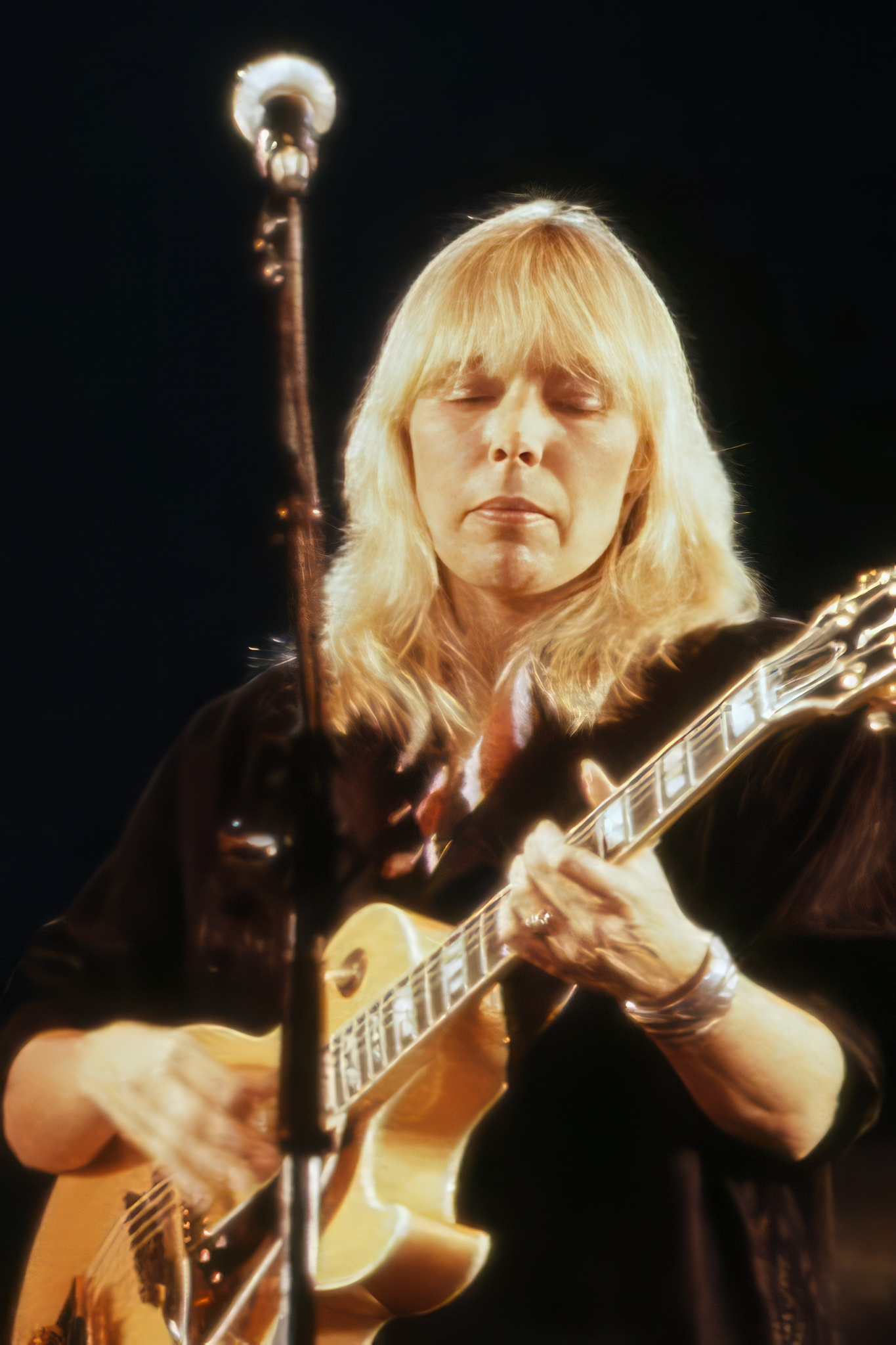
Joni Mitchell (1983)

Robert Christgau kritisierte, Mingus sei ein „mutiges Experiment, aber viele dieser Experimente schlagen fehl. Mehr Spontaneität, Weisheit und Humor findet sich in den 2:25 [Minuten] von Mingus’ Raps als in allen ihren handgefertigten Texten.“
Joni Mitchells Mingus-Album wurde zu ihrem am schlechtesten verkauften Album der 1970er Jahre. Es erhielt wenig Aufmerksamkeit seitens des Rundfunks und einen allgemein kühlen Empfang, schrieb Neil Duggan (All About Jazz), doch knzw würde das Album als Schlüsseltitel in Mitchells Katalog und als Markstein und Inspiration für viele Jazzmusiker gelten.

## Titelliste
- Joni Mitchell: Mingus (Asylum K53091)
  1. Happy Birthday 1975 (Rap) – 0:57
  2. God Must Be a Boogie Man – 4:35
  3. Funeral (Rap) – 1:07
  4. A Chair in the Sky (Mingus) – 6:42
  5. The Wolf That Lives in Lindsey – 6:35
  6. I’s a Muggin’ (Rap) – 0:07
  7. Sweet Sucker Dance – 8:04 (Mingus)
  8. Coin in the Pocket (Rap) – 0:11
  9. The Dry Cleaner from Des Moines (Mingus) – 3:21
  10. Lucky (Rap) – 0:04
  11. Goodbye Pork Pie Hat (Mingus) – 5:37
- Die Liedtexte stammen von Joni Mitchell, ebenso die Musik, sofern nicht anders angegeben.